# Герои Российской Федерации — Ж

В настоящем списке представлены в алфавитном порядке Герои Российской Федерации, чьи фамилии начинаются с буквы «Ж». Список содержит информацию о роде войск (службе, деятельности) Героев на время присвоения звания, дате рождения, месте рождения, дате смерти и месте смерти Героев.
 Серым цветом в таблице выделены Герои, награждённые посмертно. 
| №  | Фото | Фамилия Имя Отчество              | Род войск, служба    | Годы жизни                       | Место рождения                                                         | Место гибели (смерти)              | Дата Указа о присвоении звания |
| -- | ---- | --------------------------------- | -------------------- | -------------------------------- | ---------------------------------------------------------------------- | ---------------------------------- | ------------------------------ |
| 1  |      | Жабон, Бадма Жапович              | Пехота и мотострелки | 1 января 1919—26 декабря 1996    | с. Алханай, Забайкальская область, РСФСР                               | с. Алханай, Читинская область      | 20.07.1996                     |
| 2  |      | Жалнин, Виталий Николаевич        | авиация              | 12 апреля 1925—20 мая 2000       | Куйбышев, Куйбышевская область, РСФСР                                  | Самара                             | 12.07.1996                     |
| 3  |      | Жаров, Алексей Викторович         | Пехота и мотострелки | 11 июня 1980—26 октября 1999     | с. Лысьва, Пермская область, РСФСР                                     | Чечня                              |                                |
| 4  |      | Жарский, Иван Сергеевич           | Морская пехота       | род. 11 марта 1997               | Казань, Республика Татарстан                                           |                                    |                                |
| 5  |      | Железнов, Сергей Александрович    | ФСБ                  | 9 ноября 1972—25 сентября 2002   | Смоленск, Смоленская область, РСФСР                                    | Чечня                              |                                |
| 6  |      | Жидко, Геннадий Валериевич        | Генералитет          | 12 сентября 1965—16 августа 2023 | пос. Янгиабад, Ильичёвский район, Сырдарьинская область, Узбекская ССР | Москва                             |                                |
| 7  |      | Жидков, Дмитрий Васильевич        | Десантные войска     | 25 августа 1981—19 декабря 2005  | Горький, Горьковская область, РСФСР                                    | с. Харачой, Чечня,                 |                                |
| 8  |      | Жихарев, Александр Николаевич     | спецназ ГРУ          | 1 июня 1993 — 27 февраля 2022    | Санкт-Петербург, Россия                                                | Харьков, Украина                   |                                |
| 9  |      | Жога, Владимир Артёмович          | Пехота и мотострелки | 26 мая 1993—5 марта 2022         | Донецк, Украина                                                        | Волноваха, Донецкая область        | 6.03.2022                      |
| 10 |      | Жолдинов, Жантас Бахитжанович     | ВВ МВД               | 29 июня 1976—11 августа 1996     | пос. Красночабанский, Оренбургская область, РСФСР                      | Грозный, Чечня                     |                                |
| 11 |      | Жуйков, Сергей Васильевич         | Инженерные войска    | 26 января 1954—17 июня 1998      | пос. Буланаш, Свердловская область, РСФСР                              | пос. Лосиный, Свердловская область |                                |
| 12 |      | Жуков, Александр Петрович         | авиация              | род. 25 октября 1959             | пос. Коммунар, Донецкая область, Украинская ССР                        |                                    |                                |
| 13 |      | Жуланов, Юрий Юрьевич             | Пехота и мотострелки | род. 21 января 1999              | с. Шалап, Целинный район, Алтайский край                               |                                    |                                |
| 14 |      | Журавлёв, Александр Александрович | Генералитет          | род. 2 декабря 1965              | Голышманово, Голышмановский район, Тюменская область, РСФСР, СССР      |                                    |                                |
| 15 |      | Журавлёв, Алексей Юрьевич         | Инженерные войска    | 10 октября 1971—31 марта 1998    | п. Нехаевский, Волгоградская область, РСФСР                            | Махачкала, Республика Дагестан     |                                |
| 16 |      | Журавлёв, Борис Борисович         | спецназ ГРУ          | 23 января 1979 — 8 марта 2022    | Отрадный, Багаевский район, Ростовская область, РСФСР                  | Мариуполь, Украина                 |                                |
| 17 |      | Журавлёв, Владислав Николаевич    | Войска РХБЗ          | род. 28 августа 1997             | пгт. Кадый, Костромская область, Россия                                |                                    |                                |